# Zygmunt żagański
Zygmunt żagański (ur. 1431 lub 1432, zm. 24 grudnia 1458 w Kożuchowie) – syn Henryka IX Starszego i Jadwigi, córki Konrada oleśnickiego.
Imię Zygmunt najprawdopodobniej nawiązuje do imienia ówczesnego cesarza, Zygmunta Luksemburskiego. Zachowała się o nim tylko jedna wzmianka źródłowa, mianowicie wiadomość Roczników głogowskich, wymieniających go jako syna Henryka IX Starszego. Prawdopodobnie jednokrotnie żonaty, nie dochowały się jednak wzmianki na temat ewentualnego potomstwa.